# Amaya Seguros (equipo ciclista)
Amaya Seguros o Seguros Amaya fue un equipo ciclista profesional español durante las temporadas desde 1990 hasta 1993.
Debía su nombre a la empresa de seguros homónima que era el patrocinador principal.
Su director deportivo fue Javier Mínguez, el que posteriormente fue director deportivo del equipo Vitalicio Seguros.

## Equipo
Seguros Amaya tomó el relevo del equipo que fue denominado BH, sucesor a su vez del exitoso Zor, conservando toda su estructura técnica y deportiva.
Amaya tuvo una corta pero fulgurante aparición en el panorama ciclista internacional. Durante sus 4 años de profesionalismo no hizo más que mejorar y fue la campaña de 1993, la de su desaparición, la que mejores resultados cosechó.
Seguros Amaya alcanzó un notable nivel, disputaba con asiduidad Tour y Vuelta. Precisamente fue en estas dos carreras donde más se dio a conocer por sus notables resultados.
Sus principales éxitos fueron las etapas ganadas en Tour y Vuelta y la consecución de 2 clasificaciones por equipos de la Vuelta.
Algunos de los corredores más destacados de Amaya Seguros fueron Laudelino Cubino, Fabio Parra, Oliverio Rincón, Jesús Montoya y el tristemente desaparecido Antonio Martín, que fue la más firme promesa del ciclismo español.
El equipo Amaya Seguros siempre destacó por su garra y su combatividad, siendo en las etapas de montaña donde más destacaba. Durante las Vueltas y Tours que disputaron al máximo nivel, Amaya se convirtió en el verdadero animador de la carrera siempre que la carretera picara hacia arriba. En cambio, el punto más débil de sus corredores acostumbraba a ser la Contrarreloj.

## Corredor mejor clasificado en las Grandes Vueltas
| Año  | Giro de Italia                  | Tour de Francia             | Vuelta a España              |
| ---- | ------------------------------- | --------------------------- | ---------------------------- |
| 1979 | -                               | -                           | 5.º Faustino Rupérez         |
| 1980 | 11.º Faustino Rupérez           | -                           | 1.º Faustino Rupérez         |
| 1981 | 16.º Eduardo Chozas             | -                           | 2.º Pedro Muñoz Machín       |
| 1982 | 10.º Faustino Rupérez           | -                           | 4.º Faustino Rupérez         |
| 1983 | 3.º Alberto Fernández Blanco    | -                           | 3.º Alberto Fernández Blanco |
| 1984 | 13.º Faustino Rupérez           | -                           | 2.º Alberto Fernández Blanco |
| 1985 | 19.º José Luis Navarro Martínez | 19.º Álvaro Pino            | 3.º Francisco Rodríguez      |
| 1986 | -                               | 8.º Álvaro Pino             | 1.º Álvaro Pino              |
| 1987 | -                               | 8.º Anselmo Fuerte          | 7.º Anselmo Fuerte           |
| 1988 | -                               | 8.º Álvaro Pino             | 3.º Anselmo Fuerte           |
| 1989 | -                               | 16.º Álvaro Pino            | 4.º Fede Etxabe              |
| 1990 | -                               | -                           | 18.º Jesús Montoya           |
| 1991 | -                               | 22.º Javier Murguialday     | 5.º Fabio Parra              |
| 1992 | -                               | 24.º Óscar de Jesús Vargas  | 2.º Jesús Montoya            |
| 1993 | -                               | 12.º Antonio Martín Velasco | 3.º Laudelino Cubino         |

## Palmarés

### Por equipos

#### 1992
Clasificación por equipos de la Vuelta a España

#### 1993
Clasificación por equipos de la Vuelta a España

### Individual

#### 1990
| Carreras                                   | Ganador           |
| Campeonato de España de fondo en carretera | Laudelino Cubino  |
| Subida al Naranco                          | Laudelino Cubino  |
| Volta a Catalunya                          | Laudelino Cubino  |
| 1 etapa de la Vuelta a España              | Patrice Esnault   |
| 1 etapa de la Vuelta a España              | Alfonso Gutiérrez |
| 1 etapa de la Vuelta a España              | Jesús Montoya     |
| 1 etapa de la Vuelta a Galicia             | Alfonso Gutiérrez |
| 1 etapa de la Vuelta a Galicia             | Laudelino Cubino  |
| 1 etapa de la Vuelta a La Rioja            | Alfonso Gutiérrez |
| Vuelta a La Rioja                          | Alfonso Gutiérrez |
| 1 etapa de la Volta a Catalunya            | Jesús Montoya     |

#### 1991
| Carreras                                       | Ganador            |
| 1 etapa del Tour DuPont                        | Eladio Ambite      |
| 1 etapa de la Dauphiné Libéré                  | Laudelino Cubino   |
| 1 etapa de la Vuelta a España                  | Laudelino Cubino   |
| 1 etapa de la Vuelta a España                  | Fabio Parra        |
| 1 etapa de la Vuelta a España                  | Jesús Montoya      |
| Trofeo Comunidad Foral de Navarra              | Roland Leclerc     |
| G. P. Llodio                                   | Juan Carlos Martín |
| Klasika Primavera                              | Jesús Montoya      |
| 1 etapa de la Vuelta a la Comunidad Valenciana | Per Pedersen       |
| Subida al Naranco                              | Juan Carlos Romero |

#### 1992
| Carreras                         | Ganador            |
| 1 etapa de la Dauphiné Libéré    | Laudelino Cubino   |
| 1 etapa de la Vuelta a Murcia    | Laudelino Cubino   |
| 1 etapa de la Vuelta a España    | Laudelino Cubino   |
| Clásica de Alcobendas            | Antonio Martín     |
| 1 etapa de la Vuelta a Andalucía | Jesús Montoya      |
| 1 etapa del Tour de Francia      | Javier Murguialday |
| Vuelta a Colombia                | Fabio Parra        |
| 1 etapa de la Vuelta a La Rioja  | Mikel Zarrabeitia  |
| Vuelta a La Rioja                | Mikel Zarrabeitia  |

#### 1993
| Carreras                        | Ganador          |
| Vuelta a Burgos                 | Laudelino Cubino |
| 1 etapa de la Vuelta a España   | Laudelino Cubino |
| 1 etapa de la Volta a Catalunya | Antonio Martín   |
| Trofeo Joan Solert              | Melchor Mauri    |
| Subida al Naranco               | Jesús Montoya    |
| 1 etapa de la Vuelta al Algarve | Per Pedersen     |
| 1 etapa de la Vuelta al Algarve | Fernando Quevedo |
| 1 etapa de la Dauphiné Libéré   | Oliverio Rincón  |
| 1 etapa del Tour de Francia     | Oliverio Rincón  |

### Puestos de mérito

#### 1991
- Vuelta ciclista a España 1991:
  - 5.º clasificado: Fabio Parra
  - 3.º clasificado de la Montaña: Fabio Parra

#### 1992
- Vuelta ciclista a España 1992:
  - 12 días de líder: Jesús Montoya 
  - 2.º clasificado: Jesús Montoya
  - 6.º clasificado: Laudelino Cubino
  - 7.º clasificado: Fabio Parra

#### 1993
- Vuelta ciclista a España 1993:
  - 3.º clasificado: Laudelino Cubino
  - 4.º clasificado: Oliverio Rincón
  - 5.º clasificado: Jesús Montoya
  - 8.º clasificado: Melchor Mauri
  - Clasificación Combinada: Jesús Montoya
- Tour de Francia 1993
  - 3.º clasificado de la Montaña: Oliverio Rincón
  - Clasificación de los Jóvenes: Antonio Martín

## Plantillas
| - Francisco Antequera - Vicente Aparicio - Juan Carlos Arribas - Miguel Enrique Aynat - Laudelino Cubino - Jacques Decrion - José Luis Díaz - Patrice Esnault - Enrique Guerrikagoitia - Alfonso Gutiérrez - Juan Carlos Martín - Jesús Montoya - Javier Murguialday - Joël Pélier - Fernando Quevedo - Juan Carlos Romero - Eduardo Ruiz - Miguel Ángel Serrano - Jaime Tomás | - Eladio Ambite - Francisco Antequera - Vicente Aparicio - Santiago Crespo - Laudelino Cubino - José Luis Díaz - Patrice Esnault - Juan Carlos Kiko García - Enrique Guerrikagoitia - Roland Leclerc - Juan Carlos Martín - Jesús Montoya - Javier Murguialday - Asensio Navarro - Fabio Parra - Per Pedersen - Ronan Pensec - Fernando Quevedo - Juan Carlos Romero - Antonio Sánchez - Mikel Zarrabeitia |

| - Eladio Ambite - Francisco Antequera - Vicente Aparicio - Santiago Crespo - Laudelino Cubino - Juan Carlos Kiko García - Juan Carlos Martín - Antonio Martín - Jesús Montoya - Javier Murguialday - Asensio Navarro - Fabio Parra - Per Pedersen - Fernando Quevedo - Juan Carlos Romero - Antonio Sánchez - Óscar de Jesús Vargas - Juan Antonio Zarrabeitia - Mikel Zarrabeitia | - Eladio Ambite - Francisco Antequera - Vicente Aparicio - Tom Cordes - Santiago Crespo - Laudelino Cubino - Juan Carlos Kiko García - Juan Carlos Martín - Antonio Martín - Melchor Mauri - Jesús Montoya - Javier Murguialday - Asensio Navarro - Per Pedersen - Fernando Quevedo - Oliverio Rincón - Antonio Sánchez García - Juan Antonio Zarrabeitia - Mikel Zarrabeitia |

## Bicicletas
Amaya Seguros usó las siguientes marcas de bicicletas:
- BH Sport (1990-1991)
- Razesa (1992-1993)